# Vilhelm Helweg-Larsen
Vilhelm Ludvig Helweg-Larsen (født 13. juni 1850 i København, død 10. november 1927) var en dansk stiftsprovst, bror til Axel Liljefalk, Christian Helweg-Larsen og H.F. Helweg-Larsen og far til Gunnar og Povl Helweg-Larsen.
Han var søn af etatsråd, borgmester i Københavns Magistrat L.C. Larsen og hustru født Helweg. Helweg-Larsen blev cand.theol. 1874, kapellan ved Sankt Johannes Kirke 1879, sognepræst i Seest 1885 og blev i 1895 stiftsprovst i Viborg Stift, hvor han spillede en nøglerolle i gennemførelsen af Joakim Skovgaards udsmykning af Viborg Domkirke. 1920 gik han på pension. Han var Ridder af Dannebrog og Dannebrogsmand. Han var formand for Udvalget for Grønlands Kirkesag samt for flere lokale kirkelige virksomheder.
1876 ægtede han Thyra Lorentzen (30. oktober 1852 - 2. januar 1906).